# John Wick (film)
A John Wick 2014-ben bemutatott amerikai akció-thriller David Leitch és Chad Stahelski rendezésében. Ez volt Stahelski első rendezése. A forgatókönyvet Derek Kolstad írta. A főszereplők Keanu Reeves, Michael Nyqvist és Willem Dafoe.
Az Amerikai Egyesült Államokban 2014. október 24-én mutatták be, Magyarországon november 13-án magyar szinkronnal, az InterCom forgalmazásában.
A film általánosságban pozitív véleményeket kapott a kritikusoktól. A Metacritic oldalán a film értékelése 67% a 100-ból, ami 35 véleményen alapul. A Rotten Tomatoeson a John Wick 84%-os minősítést kapott, 132 értékelés alapján. A film folytatásának címe John Wick: 2. felvonás, melyet  2017 februárjában mutattak be.
A film középpontjában a címszereplő John Wick, egy visszavonult bérgyilkos áll, aki bosszút esküszik az ellopott autója és a meggyilkolt kiskutyája miatt, amit még a rákban elhunyt felesége hagyott rá a halála előtt.

## Cselekménye
|  | Alább a cselekmény részletei következnek! |

Egy John Wick (Keanu Reeves) nevű férfinak nemrég hunyt el rákbeteg felesége, Helen (Bridget Moynahan). A nő hátrahagyott egy ajándékot a férjének, egy Daisy nevű kiskutyát, valamint egy levelet, melyben elmondja, hogy Daisy segít feldolgozni a halálát. Kezdetben Daisy közömbös, végül a kiskutya kötődik Johnhoz, amint egyik nap elviszi kocsikázni a 69-es évjáratú Mustangjával.
A benzinkútnál egy három tagú orosz bandával találkoznak. VEzetőjük Joszef Taraszov (Alfie Allen), aki ragaszkodik a kocsija megvételéhez, de John nem hajlandó neki eladni, ezért Joszef egy rosszindulatú megjegyzést tesz a távozása előtt. A három férfi követi Johnt az otthonáig és késő éjszaka betörnek hozzá, majd megtámadják Johnt; végignézetik vele, hogy hogyan ölik meg Daisyt, ezt követően ellopják a kocsiját.
A következő napon Joszef megpróbálja átmódosítani az autót a Chop boltban, egy Aureilo (John Leguizamo) nevű tulajdonossal, aki nem hajlandó neki megtenni. Ahogy megtudja, hogy ujjat húzott Johnnal, és ellopta a kocsiját, megüti Joszefet és elküldi a boltból. Később John, mielőtt még kölcsönözne egy másik autót, meglátogatja Aureilót aki elmondja neki, hogy Joszef apja Viggo Taraszov (Michael Nyqvist), a New York-i orosz szindikátus-bűncselekmények vezetője és John egykori munkáltatója. Aureilóról kiderül, hogy Viggónak dolgozik, majd arra kényszerül, hogy mindent elmagyarázzon a történtekről a főnökének, majd ő elszótagolja a fiának, hogy ki is valójában ez a John Wick: a legjobb bérgyilkos, fedőnevén „Rémkirály” aki, mielőtt visszavonult, hogy a haldokló feleségét gondozza az előző öt évben, segített Viggónak átvenni a szindikátus irányítását azáltal, hogy ő maga egyedül megszüntette a versenyt, amit "lehetetlen" feladatnak tartott.
Viggo bérgyilkosokat küld John házához, akikkel John egyenként végez, majd hívja Charlie-t, aki a „takarítókat” irányítja, akik elviszik a hullákat és felmossák a házat.
John előszedi a padló alá betonozott fegyvereit, és megszáll a Continental szállóban, ahol rendszerint bérgyilkosok laknak. (John a takarítóknak és a szállodában is aranypénzzel fizet). Winston, a Continental Hotel tulajdonosa elárulja neki, hogy Joszefot az apja a Red Circle nevű mulatóba küldte. John ismeri az ajtónállót, akit barátilag megkér, hogy távozzon, majd a fiú testőreit egyenként kiiktatja. Eleinte késsel, hangtalanul dolgozik, majd egy-egy halálos lövést ad le ellenfeleire, akik nagy számban támadnak rá. A rosszfiúk mind meghalnak, de Joszefért (aki fürdőtörölközőben menekül) autó érkezik, így elmenekül.
Viggo személyesen felkeresi Marcust, aki veterán bérgyilkos, és John barátja (Willem Dafoe), azzal az ajánlattal, hogy hajlandó lenne-e 2 millió dollárért megölni Johnt. A választ nem tudjuk meg, de a következő jelenetben Marcus előveszi távcsöves puskáját, és hamarosan feltűnik a Continental szállóval szemben lévő ház tetején, ahonnan célba veszi az ágyon fekvő Johnt. Azonban csak egy figyelmeztető lövést ad le, ugyanis Viggo „nyitott szerződés” alapján megbízást adott John megölésére, ami azt jelenti, hogy nem csak Marcus, hanem más is megölheti, jelen esetben egy fekete hajú nő, Ms. Perkins támad rá, egy másik bérgyilkos és John egykori ismerőse. Kézitusában John a sérülései miatt nagy nehezen harcképtelenné teszi a nőt, és megkéri a zajra a folyosóra kijövő egyik lakótársát, hogy egy darabig vigyázzon a nőre, majd engedje el. A nő meg van bilincselve, de kiszabadítja magát és megöli alkalmi őrét.
John megtudta a nőtől, hogy Viggo egy templom alagsorában tartja a pénzét, ezért odamegy, az őröket lelövi, a két nőt, akik a pénzt számolják a széfben, elküldi, majd felgyújtja a helyiséget.
John újra támadásba lendül az oroszok egyik telephelye ellen, ahol megint csak sok rosszfiút megöl, de Viggo elgázolja az autójával és foglyul ejti. Viggo rendkívül dühös, nem csak az elégett pénz miatt, hanem mert ott őrzött olyan dokumentumokat, amikkel embereket zsarolhatott és így irányíthatta őket. Szeretné megérteni John motivációját, mivel tudja, hogy öt éve visszavonult a „szakmából”. John elmondja neki, hogy a kutya a felesége ajándéka volt a számára, és jelképesen összekötötte vele. A kutya pusztulásával ez a kapocs megszűnt. Viggótól a fia átadását követeli, aki többször megüti, majd távozik. Két hátrahagyott embere megpróbálja megfojtani Johnt egy műanyag zacskóval, de egyiküket Marcus fejbe lövi, a másikkal John végez egy közelharc végén.
John lelövi Viggo sofőrjét, de őt magát nem öli meg, ha elárulja, hol van a fia, és ha érvényteleníti az ő likvidálására kiadott szerződést. Viggo megígéri, és megadja a címet, amit mesterlövészek és testőrök biztosítanak. John azonban velük is végez, végül lelövi a menekülő fiút.
Viggo és emberei felkeresik Marcust, megverik, Viggo megkínozza, majd Marcus kiprovokálja, hogy lelője. John megérkezik barátja házához, de már nem tud rajta segíteni. Winston, a Continental Hotel tulajdonosa felhívja és elárulja neki, hogy „egy bizonyos személy” helikopteren akar menekülni. Ugyanakkor Winston és még öt ember körbeveszi Ms. Perkins-t, és mivel megszegte azt a szabályt, hogy „a szállóban nincs üzlet”, ezért az öt ember egy-egy lövést ad le rá. Charlie azonnal megjelenik, hogy eltakarítsa a testet.
John Viggo autója nyomába ered, a testőrök egyik autóját lesodorja az útról, majd amikor a másik két autó megáll, lövöldözés tör ki, amiben Viggo emberei meghalnak. Viggo pisztoly nélküli harcot javasol, amit el is kezdenek, majd Viggo kést vesz elő, és hasba szúrja John-t, ő viszont ugyanazzal a késsel nyakba szúrja a férfit, aki hamarosan meghal. 
John egy állatmenhelyig tud eljutni, ahol összeesik, de összeszedi magát, betöri az ajtót, egy tűzőgéppel összetűzi a hasfalán lévő sebet (amit korábban már összevarrt egy orvos). Végül magához vesz egy kiskutyát, akivel kisétál.
|  | Itt a vége a cselekmény részletezésének! |

## Szereplők
| Színész             | Szereplő                                                                                 | Magyar hang          |
| ------------------- | ---------------------------------------------------------------------------------------- | -------------------- |
| Keanu Reeves        | John Wick, visszavonult bérgyilkos, aki bosszúhadjáratba kezd, amikor megölik a kutyáját | László Zsolt         |
| Michael Nyqvist     | Viggo Taraszov, a New York-i orosz bűnszövetkezet vezetője és a film fő rossz-fiúja      | Epres Attila         |
| Alfie Allen         | Joszef Taraszov, Viggo fia és a film másodlagos rossz-fiúja                              | Fehér Tibor          |
| Willem Dafoe        | Marcus, veterán bérgyilkos, John barátja és mentora                                      | Sörös Sándor         |
| Adrianne Palicki    | Ms. Perkins, másik bérgyilkos és John egykori ismerőse                                   | Bogdányi Titanilla   |
| John Leguizamo      | Aurelio, a Chop üzlet tulajdonosa; John barátja és Viggo alkalmazottja                   | Rajkai Zoltán        |
| Daniel Bernhardt    | Kirill, Viggo jobbkeze                                                                   | Csík Csaba Krisztián |
| Ian McShane         | Winston, a Continental Hotel tulajdonosa                                                 | Mihályi Győző        |
| Dean Winters        | Avi, Viggo másodparancsnoka                                                              | Zámbori Soma         |
| Bridget Moynahan    | Helen Wick, John felesége                                                                | Solecki Janka        |
| David Patrick Kelly | Charlie, a takarító                                                                      | Csuha Lajos          |

További magyar hangok: Papucsek Vilmos, Király Adrián, Hábermann Lívia, Fehér Péter, Csépai Eszter, Bordás János, Kajtár Róbert, Maday Gábor, Kiss László, Dézsy Szabó Gábor, Horváth-Töreki Gergely, Gyurin Zsolt, Betz István, Tarr Judit, Kisfalusi Lehel, Dányi Krisztián